# Portsmouth F.C.
Portsmouth F.C. je engleski nogometni klub iz grada Portsmoutha, osnovan 5. travnja 1898. godine, koji se trenutno natječe u Championshipu, drugorazrednoj ligi u Engleskoj. Nadimak kluba i grada je Pompey. Od 10. travnja 2013. godine, Portsmouth je u vlasništvu svojih navijača, što ga čini najvećim klubom takve vrste u Velikoj Britaniji.
Statistički gledano, Portsmouth je najuspješniji engleski klub južno od Londona. Također je, osim klubova iz Londona, jedini klub u južnoj Engleskoj koji je osvojio naslov prvaka (1949. i 1950. godine). Zbog toga ga se zove i ponosom juga ili ponosom južne obale.
Portsmouthov je najveći rival susjedni Southampton, pa se utakmice između ta dva kluba nazivaju derbiji južne obale.
Hrvatski reprezentativac Niko Kranjčar bio je član kluba od 2006. do 2009. godine. U sezoni 2001./2002., kada se Portsmouth natjecao u engleskoj Drugoj ligi, veliki je trag svojim igrama ostavio Robert Prosinečki, stekavši popularnost kod navijača, koji su ga 2008. godine izabrali u najbolju klupsku jedanaestoricu svih vremena. Za klub su još igrali: Ivica Mornar od 2004. do 2006., David James od 2006. do 2010., Shaka Hislop od 2002. do 2005., John Utaka od 2007. do 2011. i Nwankwo Kanu od 2006. do 2012. godine. 

## Klupski uspjesi
FA Premier Liga:
- Prvak (2): 1948./49., 1949./50.

FA kup:
- Pobjednik (2): 1939., 2008.
- Finalist (2): 1929., 1934.

Prva divizija:
- Prvak (1): 2003.

Druga divizija:
- Doprvak (2): 1927., 1987.

League One:
- Prvak (1): 2024.

Treća divizija:
- Prvak (2): 1962., 1983.

Treća divizija jug:
- Prvak (1): 1924.

Južna liga;
- Prvak (2): 1902., 1920.

Charity Shield:
- Prvak (1): 1949.
- Finalist (1): 2008.

## Nagrada za igrača godine
| Godina | Igrač            |
| ------ | ---------------- |
| 1968.  | Ray Pointer      |
| 1969.  | John Milkins     |
| 1970.  | Nick Jennings    |
| 1971.  | David Munks      |
| 1972.  | Richie Reynolds  |
| 1973.  | nije dodijeljena |
| 1974.  | Paul Went        |
| 1975.  | Mick Mellows     |
| 1976.  | Paul Cahill      |
| 1977.  | nije dodijeljena |
| 1978.  | nije dodijeljena |
| 1979.  | Peter Mellor     |
| 1980.  | Joe Laidlaw      |
| 1981.  | Keith Viney      |
| 1982.  | Alan Knight      |
| 1983.  | Alan Biley       |
| 1984.  | Mark Hateley     |
| 1985.  | Neil Webb        |
| 1986.  | Noel Blake       |

| Godina | Igrač            |
| ------ | ---------------- |
| 1987.  | Noel Blake       |
| 1988.  | Barry Horne      |
| 1989.  | Micky Quinn      |
| 1990.  | Guy Whittingham  |
| 1991.  | Martin Kuhl      |
| 1992.  | Darren Anderton  |
| 1993.  | Paul Walsh       |
| 1994.  | Kit Symons       |
| 1995.  | Alan Knight      |
| 1996.  | Alan Knight      |
| 1997.  | Lee Bradbury     |
| 1998.  | Andy Awford      |
| 1999.  | Steve Claridge   |
| 2000.  | Steve Claridge   |
| 2001.  | Scott Hiley      |
| 2002.  | Peter Crouch     |
| 2003.  | Linvoy Primus    |
| 2004.  | Arjan de Zeeuw   |
| 2005.  | Dejan Stefanović |

| Godina | Igrač              |
| ------ | ------------------ |
| 2006.  | Gary O'Neil        |
| 2007.  | David James        |
| 2008.  | David James        |
| 2009.  | Glen Johnson       |
| 2010.  | Jamie O'Hara       |
| 2011.  | Hayden Mullins     |
| 2012.  | Ricardo Rocha      |
| 2013.  | Johannes Ertl      |
| 2014.  | Ricky Holmes       |
| 2015.  | Jed Wallace        |
| 2016.  | Michael Doyle      |
| 2017.  | Enda Stevens       |
| 2018.  | Matt Clarke        |
| 2019.  | Matt Clarke        |
| 2020.  | Christian Burgess  |
| 2021.  | Craig MacGillivray |
| 2022.  | Sean Raggett       |
| 2023.  | Colby Bishop       |
| 2024.  | Marlon Pack        |

| Momčadi FA Premier lige                                                          | Momčadi FA Premier lige |
| -------------------------------------------------------------------------------- | --- |
|                                                                                  | |
| Članovi 2024./25.                                                                | Arsenal • Aston Villa • Bournemouth • Brentford • Brighton & Hove Albion • Chelsea • Crystal Palace • Everton • Fulham • Ipswich Town • Leicester City • Liverpool • Manchester City • Manchester United • Newcastle United • Nottingham Forest • Southampton • Tottenham Hotspur • West Ham United • Wolverhampton Wanderers |
|                                                                                  | |
| Bivše momčadi (1992. – 2024.)                                                    | Barnsley • Birmingham City • Blackburn Rovers • Blackpool • Bolton Wanderers • Bradford City • Burnley • Cardiff City • Charlton Athletic • Coventry City • Derby County • Fulham • Huddersfield Town • Hull City • Leeds United • Luton Town • Middlesbrough • Norwich City • Nottingham Forest • Oldham Athletic • Portsmouth • Queens Park Rangers • Reading • Sheffield Wednesday • Sheffield United • Stoke City • Sunderland • Swansea City • Swindon Town • Watford • West Bromwich Albion • Wigan Athletic • Wimbledon |
|                                                                                  | |
| Bivše momčadi Football Leaguea (1888. – 1892.) i First Divisiona (1892. – 1992.) | Accrington • Bradford Park Avenue • Bristol City • Bury • Carlisle United • Darwen • Glossop North End • Grimsby Town • Leyton Orient • Millwall • Northampton Town • Notts County • Oxford United • Preston North End |

| Momčadi FA Premier lige                                                          | Momčadi FA Premier lige |
| -------------------------------------------------------------------------------- | --- |
|                                                                                  | |
| Članovi 2024./25.                                                                | Arsenal • Aston Villa • Bournemouth • Brentford • Brighton & Hove Albion • Chelsea • Crystal Palace • Everton • Fulham • Ipswich Town • Leicester City • Liverpool • Manchester City • Manchester United • Newcastle United • Nottingham Forest • Southampton • Tottenham Hotspur • West Ham United • Wolverhampton Wanderers |
|                                                                                  | |
| Bivše momčadi (1992. – 2024.)                                                    | Barnsley • Birmingham City • Blackburn Rovers • Blackpool • Bolton Wanderers • Bradford City • Burnley • Cardiff City • Charlton Athletic • Coventry City • Derby County • Fulham • Huddersfield Town • Hull City • Leeds United • Luton Town • Middlesbrough • Norwich City • Nottingham Forest • Oldham Athletic • Portsmouth • Queens Park Rangers • Reading • Sheffield Wednesday • Sheffield United • Stoke City • Sunderland • Swansea City • Swindon Town • Watford • West Bromwich Albion • Wigan Athletic • Wimbledon |
|                                                                                  | |
| Bivše momčadi Football Leaguea (1888. – 1892.) i First Divisiona (1892. – 1992.) | Accrington • Bradford Park Avenue • Bristol City • Bury • Carlisle United • Darwen • Glossop North End • Grimsby Town • Leyton Orient • Millwall • Northampton Town • Notts County • Oxford United • Preston North End |

| Football League Championship 2022./23. | Football League Championship 2022./23. |
| --- | -------------------------------------- |
| |                                        |
| Birmingham City • Blackburn Rovers • Blackpool • Bristol City • Burnley • Cardiff City • Coventry City • Huddersfield Town • Hull City • Luton Town • Middlesbrough • Millwall • Norwich City • Preston North End • QPR • Reading • Rotherham United • Sheffield United • Stoke City • Sunderland • Swansea City • Watford • West Bromwich Albion • Wigan Athletic |                                        |

| Football League Championship 2022./23. | Football League Championship 2022./23. |
| --- | -------------------------------------- |
| |                                        |
| Birmingham City • Blackburn Rovers • Blackpool • Bristol City • Burnley • Cardiff City • Coventry City • Huddersfield Town • Hull City • Luton Town • Middlesbrough • Millwall • Norwich City • Preston North End • QPR • Reading • Rotherham United • Sheffield United • Stoke City • Sunderland • Swansea City • Watford • West Bromwich Albion • Wigan Athletic |                                        |